# Paramuricea macrospina
Paramuricea macrospina is een zachte koraalsoort uit de familie Plexauridae. De koraalsoort komt uit het geslacht Paramuricea. Paramuricea macrospina werd in 1882 voor het eerst wetenschappelijk beschreven door Koch. 